# Георг Люгер
Тази статия се отнася за оръжейния конструктор Георг Люгер. За разработения от него пистолет вижте статията „Парабелум“.
Георг Йохан Люгер (на немски: Georg Johann Luger) (6 март 1849 – 22 декември 1923) е австрийски оръжеен конструктор, известен най-вече с разработването на немския самозаряден пистолет Парабелум (познат още и като Люгер и П08).

## Биография

### Произход и образование
Георг Йохан Люгер е роден на 6 март 1849 г. в Щайнах на Бренер (на немски: Steinach am Brenner), Австрия. Баща му д-р Бартоломеус фон Люгер (на немски: Bartholomaeus von Luger) е известен хирург и скоро след раждането на сина получава място като преподавател в университета в Падуа, Италия. Георг завършва средното си образование в Падуа и усвоява италианския като втори роден език. След това следва във Виенската стопанска академия (на немски: Wiener Handelsakademie) в Австрия.

### Кариера

#### Военна
На 19 декември 1867 г. Люгер постъпва на военна служба в Австро-унгарската армия като кадет (школник) към 78-и пехотен полк. При постъпването физическите му характеристики са заведени като: коса – руса, очи – сини, ръст – 65 виенски цола (ок. 1,71 m). Според военното му досие, кадет Люгер се справя отлично с плуването, фехтовката, гимнастиката, телеграфията, стенографията и слабо с артилерийското обучение. Поради отличните му резултати при обучението на новобранци, на 1 юни 1868 г. Люгер е произведен в звание ефрейтор-школник. Командирите му са впечатлени от точната му стрелба и той е изпратен във военна стрелкова школа. Тук се заражда интересът му към самозарядните оръжия, който е и в основата на бъдещата му кариера като оръжеен конструктор. Люгер е номиниран за производство в офицерско звание и същевременно е произведен в сержант към 39-и пехотен полк. През декември 1871 г., при изтичане на срока на военната му служба, се уволнява като инструктор в стрелковата школа и е произведен в лейтенант от резерва.

#### Оръжеен конструктор
След уволнението си от армията, Люгер известно време работи като счетоводител във виенска банка, в Северноавстрийската железопътна компания и в администрацията на Кралския жокейски клуб.
Превратен момент в живота на Люгер е запознанството му през 70-те на XIX век с Фердинанд Манлихер (на немски: Ferdinand Mannlicher) – известен оръжеен конструктор, който е привлечен от познанията на резервиста за оръжията и от отличното му владеене на италиански език. Това води до наемането на Георг като търговски представител за продажбата на винтовката Манлихер М118 в Италия. Към 1875 г. той е сътрудник на Манлихер при разработката на прототип на пълнител за австрийската армейска винтовка. През следващите 12 години Люгер продължава да се занимава с експерименти, свързани с многозарядни винтовки. През този период той неколкократно посещава САЩ, за да изучава процесите за производство на оръжие. През 1890 – 1 г. Люгер постъпва в берлинската оръжейната фирма „Льове“ (на немски: Löwe), като търговски представител за Италия, Швейцария, Белгия, Холандия и САЩ. Интересите и познанията му позволяват не само да рекламира оръжията на „Льове“, но и да разработва предложения за усъвършенстването им, което се насърчава от ръководството на фирмата.
През 1893 г. оръжейният конструктор Хуго Борхард (на немски: Hugo Borchardt) патентова самозаряден пистолет, от който „Льове“ решава да произведе експериментални бройки под името C93. Люгер е прикрепен към Борхард като технически сътрудник. Двамата пътуват заедно за демонстрации на пистолета по света и заедно работят по доусъвършенстването му. През ноември 1894 г. са в САЩ за изпитания на C93 от представители на американския военноморски флот.
На 6 февруари 1889 г. фирмата „Людвиг Льове и Компания“ образува концерн с „Дойче Металпатроненфабрик Лоренц“ (на немски: Deutsche Metallpatronenfabrik Lorenz) – немският лидер в производството на боеприпаси. Новото формирование носи името „Дойче Вафен унд Муниционсфабрикен“ (на немски: Deutsche Wafen und Munitionsfabriken или DWM) и представлява една от най-големите компании за производство на оръжие и боеприпаси в Европа. В края на 1896 г. централата на DWM се мести в Берлин. Там Люгер сформира нова група конструктори и изцяло поема разработката на самозарядния пистолет.

#### Парабелум
През лятото на 1897 г. правителството на Швейцария сформира специална комисия за подбор на самозаряден пистолет за офицерския състав на армията. Отзивите от изпитанията на C93 са, че макар и да превъзхожда револверите на въоръжение до момента по далекобойност и скорострелност, той е прекалено тежък, обемист и недостатъчно добре балансиран. Люгер, с подкрепата на Борхард и на конструкторски екип от DWM, въвежда ред подобрения по пистолета, които го превръщат в качествено нов модел – световноизвестният „Парабелум“. Запазени са принципите на действие на автоматиката, но са променени разположението и формата на много детайли. Променени са формата на ръкохватката, теглото и размерите, като същевременно са подобрени тактико-техническите данни. На 30 септември 1899 г. Люгер патентова нововъведенията.
През 1900 г. новият пистолет постъпва на въоръжение в швейцарската армия под названието „Пистолет, система Борхард-Люгер“ (калибър 7,65 мм). През следващите няколко години DWM се опитва да продаде пистолета и на въоръжените сили на други държави, но най-вече на Германия и САЩ. Люгер продължава да го усъвършенства, за да отговори на изискванията на военните.
През 1904 г. с леки модификации пистолетът е приет на въоръжение от ВМФ на Германската империя. През 1908 г. „Парабелум“ добива окончателния си и най-разпространен вид и е приет на въоръжение от германската армия като модел П08 (на немски: Pistole 1908). Използван е от германските въоръжени сили близо 50 години и участва в двете световни войни, като общо са произведени ок 3 000 000 единици.

#### Патрон 9x19
Едно от основните изисквания на военните е за по-голяма възпираща сила, което довежда до изобретяването през 1903 г. на патрона 9х19 мм, чрез изправяне на шийката на бутилковидната гилзата на 7,65-мм патрон и подмяната на куршума. Така полученият патрон с леки изменения продължава да бъде най-популярният пистолетен патрон. Върху него впоследствие се стандартизира НАТО (STANAG 4090 – 1962 г.).

### Последни години и смърт
Въпреки успеха на оръжието му, последните години на Люгер преминават в бедност. Договорът му с DWM е прекратен през 1919 г. В продължение на 3 години Люгер води дела срещу фирмата за доказване на правата си върху изобретенията, направени по време на работата му там. При разгрома на Германия във Първата световна война, той губи почти всичките си спестявания, вложени във военни облигации. Оставащите средства са погълнати от съдебните разноски, въпреки че съдът отсъжда в негова полза през 1922 г. Малко преди смъртта си успява да купи къща за семейството си (на немски: Landhaus Luise) в гористите райони на югоизток от Берлин. Умира на 22 декември 1923 г. Гробът му е унищожен от Съветската армия в края на Втората световна война при изкопни работи за масови гробове.

## Семеен живот
През 1873 г. Георг се жени за Елизабет Жозефа Дуфек (на немски: Elisabeth Josefa Dufek) във Виена. Раждат им се трима синове.
Най-големият – Георг Франц (на немски: Georg Franz) е роден през 1873 г. Той напуска училище във Виена и се мести при баща си в Берлин, където учи за инженер и сътрудничи в DWM. По-късно работи и за Викерс (Vickers) в Австрия и участва в разработката на торпеда за подводници. Умира през 1956 г. скоро след като получава немско гражданство. Вторият син – Юлиус Вилхелм Бартоломеус (на немски: Julius Wilhelm Bartholomaeus) е роден през 1880 г. и загива на източния фронт в Галиция през 1915 г. Третият – Фридрих Александър Георг (на немски: Friedrich Alexander Georg) е роден през 1884 г. Елизабет Люгер надживява съпруга си с 15 години.